# Игор Додон
Игор Додон (на румънски: Igor Dodon) е молдовски политик от Партията на социалистите. Президент на Молдова от 2016 до 2020 година.
Роден е на 18 февруари 1975 година в село Садова. Завършва икономика в Държавния аграрен университет. През 2006 – 2009 година е министър на икономиката и търговията, а през 2008 – 2009 година – и първи вицепремиер в кабинета на Василе Тарлев. През 2016 година е избран за президент на Молдова.